# Bhowali
Bhowali é uma cidade e um município in Nainital District, no estado indiano de Uttaranchal.

## Demografia
Segundo o censo de 2001, Bhowali tinha uma população de 5302 habitantes. Os indivíduos do sexo masculino constituem 54% da população e os do sexo feminino 46%. Bhowali tem uma taxa de literacia de 80%, superior à média nacional de 59.5%; a literacia no sexo masculino é de 83% e no sexo feminino é de 77%. 11% da população está abaixo dos 6 anos de idade.